# برایان کوکرافت
برایان کوکرافت (انگلیسی: Brien Cobcroft؛ ۱۹۳۴ – ۲۰۱۰) ورزشکار اهل استرالیا بود.
وی در مسابقات کشوری و بین‌المللی در مجموع برندهٔ ۱ مدال برنز شده‌است.